# 全国一斉!日本人テスト
『全国一斉!日本人テスト』（ぜんこくいっせい!にっぽんじんテスト）は、2007年にフジテレビで特別番組として放送され、2008年4月3日から2009年7月30日までレギュラー放送されたクイズバラエティ番組である。
レギュラー放送では『ベルトクイズF&F』の1つとして、毎週木曜日の19:00 - 19:57（JST）に放送していた。

## 概要
日本のしきたりやマナー等、日本人としての常識をクイズ形式で出題。
単発特別番組枠『カスペ!』で、2007年12月18日に『緊急特番!全国一斉日本人テスト 〜大人は知らなきゃ恥をかく!?日本の常識〜』として放送し、平均視聴率15.5%と好評を博した。これを受けて、2008年春の番組改編で『楽しく学べる新教養バラエティ 全国一斉!日本人テスト』として、レギュラー放送に昇格した。フジテレビの木曜7時枠では『クイズ$ミリオネア』のレギュラー放送が終了して以来、1年ぶりのクイズ番組でもある。
フジテレビ系列全局で同時ネットされたほか、2008年12月7日からはテレビ山口（TBS系列）でも日曜午後に放送されていた。
レギュラー放送初回では平均視聴率14.6%と幸先のいいスタートを切った。しかし、以降は平均10%前後で推移しており、回によっては一桁落ちする時もあった。2009年7月30日をもって終了した（視聴率はビデオリサーチ・関東地区）。最終回は、「おばあちゃんの知恵袋ベスト10」と全出演者による「反省会」を放送、ラストはポン太一家が勢揃いした。また、この日の視聴率は、12.7%だった。

## 出演者

### 司会
- 三宅裕司 - 開始当初からメインの司会を担当。
- MEGUMI - 2009年1月より3月まで出産のため産休。同年4月2日の2時間スペシャルより復帰。
- 藤森慎吾（オリエンタルラジオ） - 2008年のレギュラー化後に参加。

### 特別テスト生
- 中田敦彦（オリエンタルラジオ） - 2008年のレギュラー化後に参加。

その他、芸能人がゲストテスト生（パネラー）として出演する。

### レギュラー受講生（2008年10月〜）
- 高橋英樹
- 勝俣州和
- ケンドーコバヤシ
- 次長課長（河本準一・井上聡）
- 半田健人
- 岡本玲
- 井森美幸
- 照沼卓也

### ナレーション
- 高橋真麻（レギュラー受講生・高橋英樹の長女で、当時フジテレビアナウンサー）
- 小日向しえ
- 龍田直樹
- 達依久子
- 竹本英史
- 徳山靖彦

### 過去の出演者
- 松尾翠（当時フジテレビアナウンサー） - カスペ!版のみ司会、レギュラー化以降は不定期に提供読みナレーション。
- 佐藤里佳（当時フジテレビアナウンサー） - 産休中のMEGUMIの代役（ピンチヒッター）として、2009年1月から3月まで担当。

## ルール

### 2008年4月〜
- 3人1チームの5チーム。チーム戦と個人戦を兼ねている。
- オープニングは、解答者紹介を兼ねた「知らなきゃ日本人失格テスト」。1人1問ずつ簡単な問題が出題されるので、口頭で答える。不正解者の中からの中から三宅に指名された1人が、子供達が座っている前で、正座で解答させられる「大人失格席」に移動。空席に特別テスト生の中田が座って、本編開始となる。後に大人失格席ルールは廃止され、最初から中田もいずれかのチームのメンバーに組み込まれた上で、「知らなきゃ日本人失格テスト」から始める形になった。
  - 6月19日放送分から暫くは、「クイズ!ウソつき玉手箱」がオープニングクイズとして登場。4つの選択肢が書かれた玉手箱の中から、嘘の選択肢を選ばない様に、1人1箱ずつ選ぶ。チームの3人が全員本当の玉手箱を選んでいればお咎め無しだが、嘘の玉手箱を選んだ場合、その玉手箱から炭酸ガスが噴射される。1チームずつ挑戦していき、このクイズでの結果などを踏まえたうえで、三宅が「大人失格席」に座らせる1名を選ぶ。
- 問題はすべて記述式。事前に解答した一般の大人（20代 - 60代男女）100人の正解率に応じて、級が分かれている。
  - レギュラーでは、初級 → 大人正解率50%以上の問題、上級 → 大人正解率30%以下の問題
  - 特番では、初級 → 大人正解率70%以上の問題、中級 → 大人正解率50%前後の問題、上級 → 大人正解率30%以下の問題、超上級 → 大人正解率10%以下の問題。
- 初級において、正解数が最も少なかった人の中から1人は、交代で「大人失格席」へ座る（それまで座っていた人は、通常の解答席へ復帰）。
- レギュラー放送では、初級と上級の間に中級（特別級）がある。中級では、生活の知恵、礼儀作法など、1つのテーマに沿った二択問題が出題され、チーム3人で相談して答える。中級では、大人失格席の入れ替えは行われない。
- 上級終了時点で、初級から上級の合計正解数が最も多かったチームおよび個人が、今回のピカイチ（優勝）として表彰される。
  - 特別テスト生である中田の正解数は、座ったチームのチーム成績に加算される。
  - レギュラー初回の特番では、上級終了時の超上級で最も正解数の多かった上位3人が、更に難易度の高い超上級に挑戦。そこで正解数が最も多かった1人が、今回のピカイチとなる。

### 2008年10月〜
- 2008年10月放送分からリニューアルされ、レギュラー9人+ゲスト4人の13人による個人戦のみとなった。また、いくつか固定のコーナーも新設された。
- レギュラーでは、初級 → 大人正解率50%以上の問題、上級 → 大人正解率30%以下の問題が、それぞれ数問ずつ出題される。
- 上級終了時点で、初級から上級の合計正解数が最も多かった解答者が、今回のピカイチ（優勝）として表彰され、「金のタイ」が贈られる。

### 主なコーナー
日本縦断ジョーシキSLの旅
日本列島を縦断する形で、テーマに沿った各地のご当地問題（記述式）を出題。
最も正解数の多かったパネラーは、出題VTRに関連した豪華なグルメを試食することができる。
日本人レベルアップテスト
3人1組で挑戦。テーマに沿って出題される二択問題に、代表者1人が解答する。1つの階層（レベル）につき3問出題。1人1問挑戦して、3問すべて正解した組は次の階層に挑戦。
1問でも不正解した組は、退場。初級の階・中級の階・上級の階、計9問を全問正解した組は、豪華なグルメを試食することができる。
目指せ全問正解!日本の2択テスト
テーマに沿って出題される二択問題に解答。1問不正解で脱落。5問全て正解したパネラーは、豪華なグルメを試食することができる。
日本語テスト
「知らなきゃ日本人失格テスト」に代わって登場したオープニングコーナー。
1人1問ずつ、対義語や類義語といった簡単な日本語の問題に5秒以内に口頭で答える。
みんなで楽習
初級に該当する記述式の問題を数問出題する。
今週の当番
レギュラーのパネラー1人が当番となって、あるテーマについて取材を行い、その取材から当番が問題を出題する。
おばあちゃんの知恵袋 → 使える!ラク家事
生活に役立つ知恵を2択形式で出題。家電など、一つのテーマを設定して展開する場合もある。
「おばあちゃんの知恵袋」コーナーが好評だったことから、後に「使える!ラク家事」にタイトルを変更。
「おばあちゃんの知恵袋」の後期からは、家事がラクになる技を村上知子・はるな愛・佐藤弘道の「ラク家事三賢人」が紹介する。また、山瀬まみや松居一代が家事の知恵を紹介することもある。
視聴者から問題を募集し、それを出題することも多い。
五七五・一行レシピ
パネラー数名が簡単にできる料理のレシピを五七五のリズムにのせて紹介する。

## 備考
- 『カスペ!』で放送されたプレビュー版では、当時『クイズ雑学王』を司会する爆笑問題と同じ事務所に所属していた橋下徹現大阪府知事が出演していた。ただし、放送直前に大阪府知事選の出馬を表明したため、放送時は映像加工によって、あたかも出演していなかった様に処理された。
- 番組のマスコットキャラクターは「ポンタくん一家」。熊の親子で3人家族（父・母・ポンタ）。キャラクター自体はCGで製作・合成されている。

## スタッフ
- 構成：桜井慎一、山名宏和、藤谷弥生、白川ゆうじ、天野慎也、日髙大介、矢野了平、佐藤俊明、大井達朗、金丸純也、池澤亮太
- リサーチ：クリーク・アンド・リバー社、フリード
- 監修：近藤珠寳/新谷尚紀、飯田朝子、武田康男、和田博幸、杉本つとむ、長沢利明、紀平正幸、高村仁知、加賀野井秀一、河谷彰子
- TD：佐々木信一
- SW：上村克志
- CAM：村野哲也
- VE：石井雅紀
- AUD：太田勝巳
- PA：赤星裕子
- 照明：北澤正樹
- マルチ：宇佐美良
- EED：岩崎秀徳、田郡章裕
- MA：
- 音響効果：松長芳樹
- CG：瀬井貴之、近藤真紀子
- イラスト：稲葉あ子
- 美術制作：井上幸夫
- デザイン：棈木陽次
- 美術進行：矢野雄一郎
- 大道具：三谷陽介
- アクリル装飾：國母淳一
- 電飾：倉持光祥
- 特殊装置：福田隆正
- アートフレーム：菅沼和海
- 装飾：羽染香樹
- 生花装飾：安藤岳
- 衣裳：津幡真優
- 持道具：市村真希
- 特殊効果：菅谷守
- メイク：水落万里子
- かつら：寒郡千恵
- フードコーディネーター：山崎典子
- TK：松本曜子、岡田紗代子
- アソシエイト：友岡新
- 編成：濱潤（フジテレビ）
- 広報：島谷真理（フジテレビ）
- デスク：遠藤千恵美
- 制作進行：川村佳代
- FD：上野貴央
- AD：渋谷曜、堀田大輔、金川智香子、瀧澤卓、青柳隼人、尾台優美、田中克弥、内海大輔、柄本昌太、目黒大輔
- ディレクター：浅野克己、熊澤美麗、渡辺資、岡田純一、杉原裕一、大槻圭介、依田穣、江種洋二、川瀬貴裕、蓑島敦子、伊藤健司、高橋洋子
- 制作プロデューサー：松本明美
- プロデューサー：浜野貴敏（フジテレビ）、増當一也、大村和史、岡村泰雄
- 演出：名城ラリータ
- チーフプロデューサー：石井浩二（フジテレビ）
- 技術協力：共同テレビジョン、FLT、J-crew、東京チューブ、IMAGICA、デジタルサーカス
- 制作協力：FCC、TV BOX
- 制作：フジテレビバラエティ制作センター
- 制作著作：フジテレビ

### 過去のスタッフ
- 編成：大辻健一郎（フジテレビ）
- 広報：北野あすか（フジテレビ）
- AP：木月洋介（フジテレビ）
- D：古澤光広
- AD：黒柳法子、伊藤亜季
- 制作進行：井上あつし
- CAM：寺本和美
- PA：溝口賢蔵
- 電飾：鈴木順子
- 衣裳：山田斎
- メイク：高梨由美子